# نعنای فلفلی
نعنای فلفلی، نعناع فلفلی یا  سوسنبر (نام علمی: Mentha piperita) نوعی نعنا و دورگه نعنای آبی و نعنای دشتی است. گیاهی است از رده دولپه‌ای‌های پیوسته گلبرگ که از سبزی‌های خوراکی و دارویی است. به این گیاه نعناع وحشی، نعناع فلفلی، خال‌وای و آس‌بویه هم می‌گویند.

## گیاه‌شناسی
گیاهی است علفی و چندساله، دارای ساقه‌های رونده (دستک) و ساقه‌های زیرزمینی (زمین‌ساقه)، ساقه‌اش چهارگوش به رنگ قرمز مایل به بنفش که برگ‌های بیضوی‌شکلی به صورت متقابل روی آن قرار می‌گیرند. گل‌های آن به رنگ بنفش هستند و میوه‌اش کپسولی به رنگ قرمز است که دارای بذرهایی بدون توان رویشی می‌باشد. تولید بذر نعناع فلفلی با قابلیت کشت و رویش ممکن است.

## داروشناسی
نعناع فلفلی حاصل تلاقی گونه‌های نعناع آبی و نعناع معمولی و از گیاهانِ بومی شمال آفریقا و جنوب اسپانیا و مدیترانه است. این گیاه، سال ۱۷۲۱ میلادی، در لیست رسمی دارویی انگلستان گونهٔ مستقلی ثبت شد که ویژگی اصلی آن، درمان سرماخوردگی و سردرد است.
از دو هزار سال قبل تاکنون از گونه‌های مختلف نعناع به عنوان ادویه و دارو استفاده می‌شود. سوسنبر حاوی منتول و تانن است. دم کرده نعنا فلفلی برای تقویت معده و روده و دستگاه گوارش، ضد نفخ، یرقان (زردی) و ضد سنگ‌های صفراوی مصرف می‌شود. استنشاق بوی سوسنبر، برای رفع سرماخوردگی و عفونت‌های گلو بسیار مفید است.
اما نعناع کوهی به دلیل داشتن منتول خیلی بیشتر از سوسنبر در صنایع خمیر مسواک، آدامس، اسانسها استفاده می‌شود